# Houston Chronicle
Lo Houston Chronicle è un quotidiano statunitense di lingua inglese pubblicato ad Houston, in Texas. Fu fondato il 14 ottobre 1901 da Marcellus E. Foster e nel 1926 venne acquistato da Jesse Holman Jones (1874-1956), che sarà più tardi dal 1940 al 1945 Segretario del Commercio dell'amministrazione del presidente Franklin Delano Roosevelt. Il 1º maggio 1987, lo Houston Chronicle fu acquistato dalla Hearst Corporation per un importo di 415 milioni di euro.

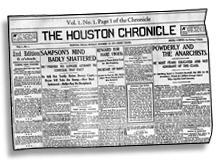
Il primo numero del quotidiano